# Озкёйлю, Осман
Осман Озкёйлю (тур. Osman Özköylü; род. 26 августа 1971, Айдын) — турецкий футболист, игравший на позиции защитника; тренер.

## Клубная карьера
Профессиональную карьеру начал в 1990 году в «Айдынспоре». В 1993 перешёл в «Трабзонспор», где провёл большую часть своей карьеры. С 2002 по 2004 был игроком «Самсунспора». Сезон 2004/05 провёл в составе «Коджаэлиспор». Следующий сезон играл за «Шекерспор». Карьеру футболиста завершил в 2007 в составе «Ушакспора».

## Международная карьера
Дебют за национальную сборную Турции состоялся 4 июня 1995 года в товарищеском матче против сборной Канады (3:1). Был в составе сборной на чемпионате Европы 2000. Всего за Турцию сыграл 13 матчей.

## Достижения

### Как игрок
- Обладатель Кубка Турции: 1991/92, 1994/95
- Обладатель Суперкубка Турции: 1995
- Обладатель Кубка премьер-министра: 1994, 1996

### Как тренер
- Чемпион Первой лиги Турции: 2012/13
- Чемпион Второй лиги Турции: 2010/11